# Onthophagus angustatus
Onthophagus angustatus là một loài bọ cánh cứng trong họ Bọ hung (Scarabaeidae).